# Veronica Koman
Pour les articles homonymes, voir Koman.
Veronica Koman est une militante des droits de l'homme et avocate indonésienne. Elle a reçu le prix Sir Ronald Wilson des droits de l'homme en octobre 2019. 

## Carrière
Elle a été inculpée par des fonctionnaires indonésiens en vertu des lois indonésiennes sur les transactions électroniques (ITE) comme "provocatrice" et pour "propagation de canulars". Elle s'est alors rendue en Australie. En septembre 2019, les autorités indonésiennes ont « menacé de demander à Interpol d'émettre une notice rouge pour la militante pro-papoue Veronica Koman, qui se cache en Australie, à moins qu'elle ne se présente aux autorités avant la fin de mercredi ».
Le quotidien britannique The Guardian rapporte qu'après la demande de préavis rouge, l'Australie a refusé de remettre Veronica Koman aux autorités indonésiennes, déclarant que «le système de« notice rouge » d'Interpol, auquel il est fait appel pour « rechercher l'emplacement et l'arrestation des personnes recherchées  pour des poursuites ou pour purger une peine », était régulièrement utilisé avec abus par les gouvernements autoritaires pour poursuivre les dissidents ou les opposants politiques qui ont quitté le territoire du pays. 